# Karlsruher Verkehrsverbund
Der Karlsruher Verkehrsverbund ist ein Verkehrsverbund, dessen Tarifgebiet sich über Mittelbaden, die Südpfalz und Teile des Elsass erstreckt. Er ist somit länderübergreifend in Baden-Württemberg, Rheinland-Pfalz sowie in Frankreich tätig.

## Aufgaben
Der Verkehrsverbund ist für die Verkehrsplanung, das Leistungsangebot sowie den Vertrieb, die Entwicklung des Verbundtarifs, Absatzwirtschaft und die Verteilung der Einnahmen zuständig. Er führt die Interessen und die verkehrlichen Anforderungen der Gesellschafter zusammen. Die Gesellschafter sind zugleich Aufgabenträger nach dem ÖPNV-Gesetz. Der Verbund nimmt Beratungsaufgaben wahr, wenn die Aufgabenträger den Umfang und die Qualität ihres Verkehrsangebots festlegen. Vereinbarungen mit den Verkehrsunternehmen schließt er gemeinsam mit den Aufgabenträgern ab.

## Kennzahlen
Im KVV sind 31 Verkehrsunternehmen zusammengeschlossen, die 275 Linien bedienen. Der KVV erschließt eine Fläche von 3550 Quadratkilometern für über 1,3 Millionen Einwohner im Einzugsgebiet. Die Länge des Schienennetzes beträgt 1000,62 Kilometer, davon entfallen auf die Eisenbahn 397,5 Kilometer, auf die Straßenbahn 99,5 und auf die Stadtbahn 503,6 Kilometer. Die Buslinien decken ein Liniennetz von etwa 2500 Kilometern Länge ab. Im Jahr 2024 erbrachte der KVV 51,3 Millionen Kilometer Fahrleistung und bediente damit rund 1.900 Haltestellen.
Im ersten vollen Kalenderjahr 1995 seit der Gründung nutzten 102 Millionen Fahrgäste das Angebot des Verbundes. In der Folge konnte der KVV die Fahrgastzahlen zunächst stetig steigern und erreichte im Jahr 2012 die bislang höchste Zahl an Fahrgästen von 178 Millionen. Danach setzte ein Rückgang ein und die Zahlen schrumpften bis zum Jahr 2018 auf 166 Millionen Fahrgäste, um sich im Jahr 2019 wieder leicht auf 166,7 Millionen Fahrgäste zu erhöhen. Die Fahrgeldeinnahmen beliefen sich 2019 auf 151,4 Millionen Euro. Infolge der COVID-19-Pandemie sanken sowohl die Zahl der Fahrgäste auf 100,5 Millionen als auch die Fahrgeldeinnahmen auf 121,2 Millionen Euro. Der Rückgang setzte sich im Jahr 2021 fort. Die Zahl der Fahrgäste belief sich in diesem Jahr auf 93,6 Millionen, die Fahrgeldeinnahmen auf 110,7 Millionen Euro. Den Berechnungen der Fahrgastzahlen legte der KVV dabei geringere Ausnutzungsfaktoren bei Zeitkarten während der Pandemie zugrunde. Seit 2021 befindet sich die Zahl der Fahrgäste, seit 2022 auch die Fahrgeldeinnahmen wieder im Anstieg. Bei 138,7 Millionen Fahrgästen erzielte der KVV im Jahr 2024 Fahrgeldeinnahmen in Höhe von 125,2 Millionen Euro.

## Organisation
Der Aufsichtsrat des KVV besteht aus 28 Mitgliedern. Die Länder Baden-Württemberg und Rheinland-Pfalz entsenden je einen Vertreter in den Aufsichtsrat, sind jedoch keine Gesellschafter. Weil nur Gebietskörperschaften Gesellschafter sind, handelt es sich beim KVV um einen Kommunalverbund.

### Gesellschafter
| Gesellschafter                | Anteile Stammkapital | Anteile Stammkapital | Sitze im Aufsichtsrat |
| ----------------------------- | -------------------- | -------------------- | --------------------- |
| Stadt Karlsruhe               | 52 %                 | 33.233,97 €          | 10                    |
| Landkreis Karlsruhe           | 20 %                 | 12.782,30 €          | 5                     |
| Landkreis Germersheim         | 8 %                  | 5.112,92 €           | 3                     |
| Landkreis Rastatt             | 8 %                  | 5.112,92 €           | 3                     |
| Stadt Baden-Baden             | 8 %                  | 5.112,92 €           | 3                     |
| Landkreis Südliche Weinstraße | 2 %                  | 1.278,23 €           | 1                     |
| Stadt Landau in der Pfalz     | 2 %                  | 1.278,23 €           | 1                     |
| Gesamt                        | 100,00 %             | 63.911,49 €          | 26 (von 28)           |

## Die Verbundstruktur

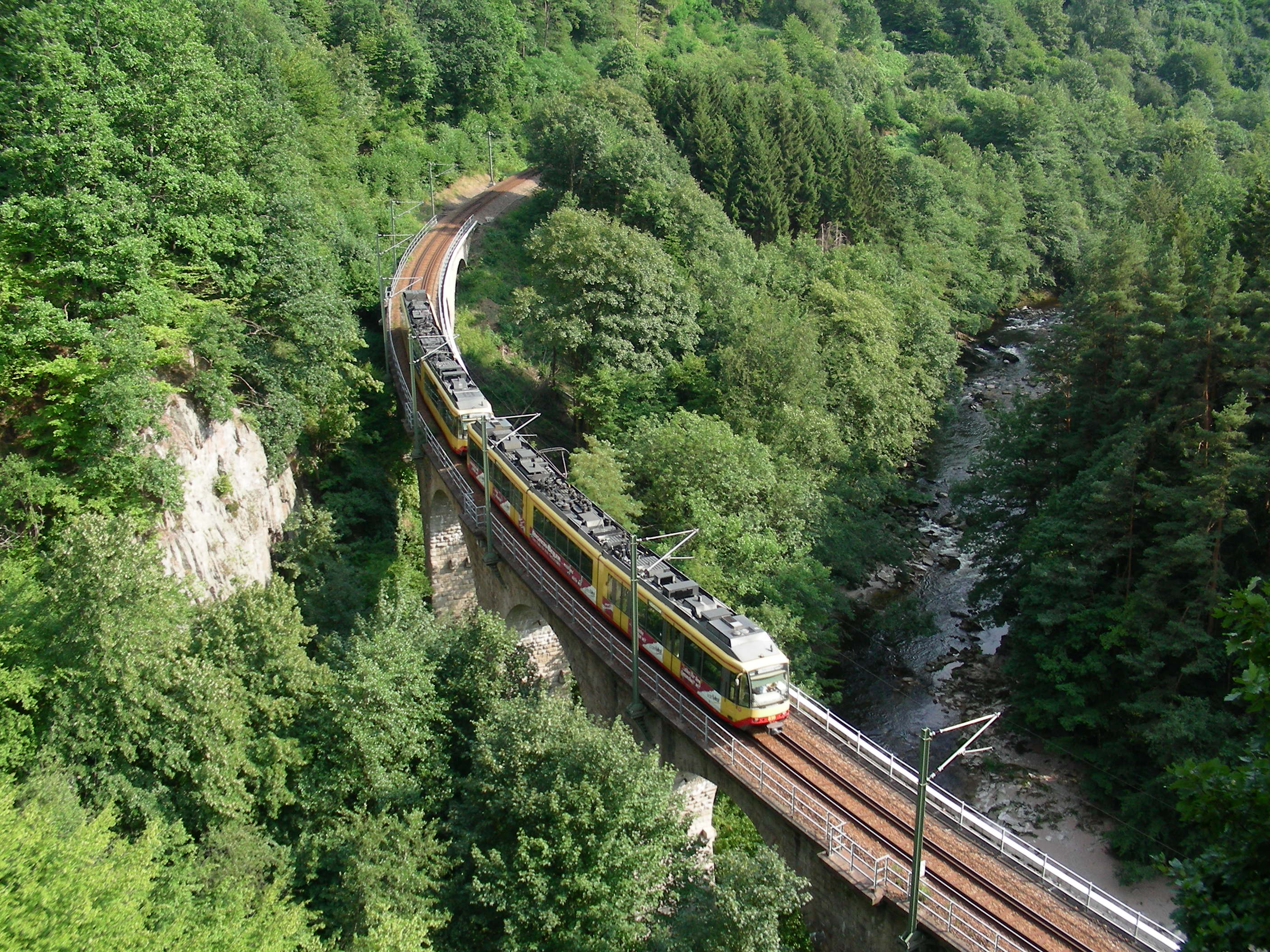
Zweisystem-Stadtbahn auf der Tennetschluchtbrücke der Murgtalbahn

Bis 2010 verwendetes Logo

Das Tarifgebiet des KVV geht über das Gebiet der obigen Gebietskörperschaften hinaus. Ein Vorläufer des KVV war der Tarifverbund zwischen den Verkehrsbetrieben Karlsruhe (VBK) und der Albtal-Verkehrs-Gesellschaft (AVG) in Karlsruhe. Die Bestellung der Verkehrsleistungen obliegt den Kommunen bzw. dem Land.
Der KVV ist auch Teilnehmer des Programms Konus. Konus steht für die kostenlose Nutzung des öffentlichen Nahverkehrs für übernachtende Schwarzwaldurlauber. Mit der Konus-Gästekarte können die Schwarzwald-Urlauber ihr Ausflugsziel, den Startpunkt für die Wanderung oder die Skitour usw. gratis ansteuern. Finanziert wird diese Gästekarte über eine pauschale Abgabe von 30 Cent pro Übernachtung.
Geschäftsführer des KVV war von 2. August 2006 bis 31. Dezember 2013 Walter Casazza, der zuvor als Betriebsleiter der Innsbrucker Verkehrsbetriebe tätig war. Sein Vorgänger war Dieter Ludwig. Nachdem Ludwig bereits am 1. Februar 2006 die Geschäftsführertätigkeiten bei VBK und AVG an Walter Casazza abgegeben hatte, wurde Casazza am 2. August 2006 auch als sein Nachfolger als Geschäftsführer des KVV bestimmt. Dieter Ludwig hat sich in dieser Tätigkeit weit über die Stadtgrenze hinaus als „Nahverkehrspapst“ einen Namen gemacht.
Der KVV wurde durch das Karlsruher Modell weithin bekannt.

## Beteiligte Verkehrsunternehmen

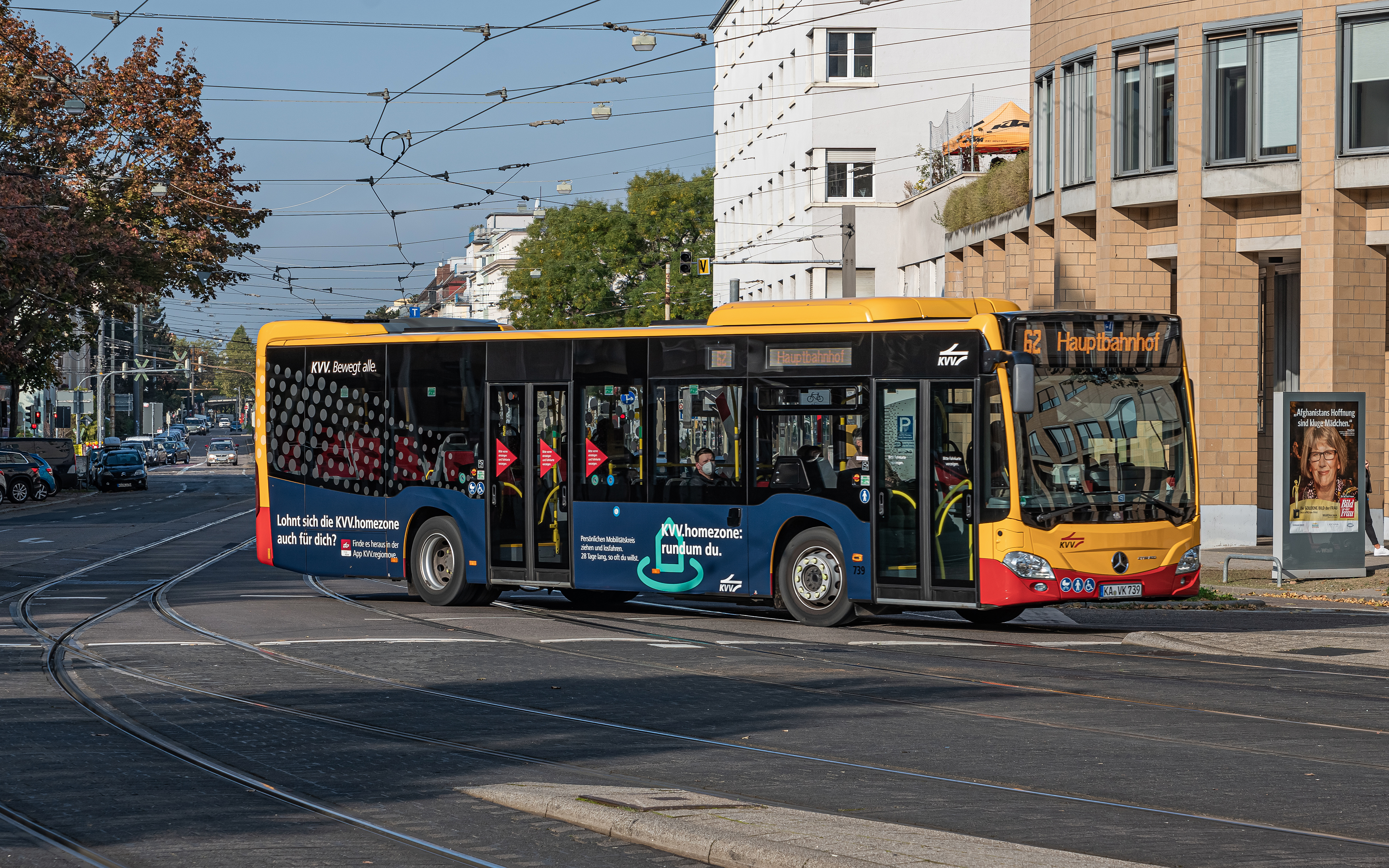
Bus der VBK in Karlsruhe

Im KVV erbringen über 20 Verkehrsunternehmen Leistungen. Lediglich die Verkehrsbetriebe Karlsruhe (VBK) betreiben dabei sowohl Bahn- als auch Buslinien.
| Verkehrsunternehmen                                                             | Betriebene Linien |
| ------------------------------------------------------------------------------- | --- |
| Albtal-Verkehrs-Gesellschaft                                                    | S 1 S 11 S 12 S 2 S 31 S 32 S 4 S 5 S 51 S 52 S 6 S 7 S 71 S 8 S 81 FEX Albtäler, FEX Kraichgau, NL S 2                                                                                   |
| Arverio Baden-Württemberg                                                       | RE 1 |
| DB Regio Baden-Württemberg                                                      | |
| DB Regio Mitte                                                                  | RE 4 RE 6 RE 40 RE 45 RE 73 RB 41 RB 44 RB 51 RB 52 RB 53 RB 54 RB 55 RB 56 S 3 S 4 (Rhein-Neckar) S 33 S 9                                                                               |
| DB Regio Bus Mitte                                                              | BUS 546–549, 593, 598 |
| Regionalverkehr Alb-Bodensee                                                    | RB 71 RB 74 BUS 113, 116, 117, 719, F20, X63 |
| Engel Omnibusverkehr                                                            | BUS 151–155, 158, 159, 700, 702, 716 Shuttle M 154 |
| Faller Reisen                                                                   | BUS 271–277, 281 |
| Friedrich Müller Omnibusunternehmen (zu DB)                                     | BUS 101, 102, 106, 109, 120–122, 124–128, 130, 192–195, 198, 246, 248, 262–266, 715, 717, X45 Shuttle 100, 191                                                                            |
| Friedrich Wöhrle                                                                | BUS 141–146 |
| Hetzler & Pfadt                                                                 | BUS 550, 552–559, 590, 592, 595, 596 |
| Kraichtal Bus                                                                   | BUS 134–139 |
| NVW Nahverkehr Mittelbaden Walz                                                 | BUS 103–105, 110, 112, 222, 227, 290–292 ALT 111, 221, 223, 225, 226, 293 |
| Omnibus Hassis                                                                  | BUS 131, 132, 133, 140 |
| PalatinaBus                                                                     | BUS 500, 501, 503–507, 509 |
| Queichtal Nahverkehr                                                            | BUS 520–527, 530, 531, 535–545, 590, 592, 599 |
| Richard Eberhardt                                                               | BUS 214 (Sa–So+Feiertage), 240s, 241, 242, 244, 247, 251–253, 259, X44 ALT 240, 247, 252, 254, 255, 258                                                                                   |
| Stadtbus Bruchsal                                                               | BUS 180–183, 185, 186 |
| Verkehrsbetriebe Baden-Baden                                                    | BUS 201, 203–208, 211, 212–216, 218 *214 (Mo–Fr) |
| Stadtwerke Gaggenau / Taxi Holl Edeltraud                                       | ALT 213 |
| Südwestbus RVS Regionalbusverkehr Südwest (Niederlassung Karlsruhe)             | BUS 187–189 |
| Südwestbus RVS Regionalbusverkehr Südwest (Niederlassung Pforzheim)             | BUS 706, 733–735 |
| Südwestbus RVS Regionalbusverkehr Südwest (Niederlassung Offenburg)             | BUS 7135 |
| Südwestdeutsche Landesverkehrs-AG (SWEG) Verkehrsbetrieb Mittelbaden–Schwarzach | BUS 234, 234s, 267, 268, 268s, X34 |
| Südwestdeutsche Landesverkehrs-AG (SWEG) Verkehrsbetrieb Kraichgau–Wiesloch     | BUS 705, 763, 791 |
| SWEG Bahn Stuttgart                                                             | RB 17a RB 17b RB 17c |
| Verkehrsbetriebe Karlsruhe (VBK)                                                | S 2 (im Auftrag der AVG) 1 2 3 4 5 8 17 18 BUS M, 21–24, 26, 27, 30–32, 42, 44, 47, 50–52, 55, 60, 62, 70–75, 83, 107 ALT 53, 54, 64 NL S 2 (im Auftrag der AVG), NL 1–6, NL 11–14, NL 16 |
| Verkehrsgesellschaft Rastatt (VERA)                                             | BUS 231, 232, 235, 236, 239 ALT 233 |
| VPO Verkehrs- und Beratungsgesellschaft privater Omnibusunternehmen             | BUS 720, 721 |

## Benachbarte Verkehrsverbünde
- Heilbronner Hohenloher Haller Nahverkehr (HNV)
- Tarifverbund Ortenau (TGO)
- Verkehrsgesellschaft Bäderkreis Calw (VGC)
- Verkehrs-Gemeinschaft Landkreis Freudenstadt (VGF)
- Verkehrsverbund Pforzheim-Enzkreis (VPE)
- Verkehrsverbund Rhein-Neckar (VRN)

Im Februar 2025 unterzeichneten die Gesellschafter des Karlsruher Verkehrsverbunds und des Verkehrsverbunds Pforzheim-Enzkreis eine Absichtserklärung über eine Erweiterung des Verbundgebiets um das Gebiet des Verkehrsverbundes Pforzheim-Enzkreis.

## Tarifstruktur
Seit September 2009 bietet der KVV die „Neubürgerkarte“ an, die sich an Kunden richtet, die in das Verbundgebiet ziehen oder innerhalb des Verbundgebiets umziehen. Die Karte gilt eine Woche ab Entwertung und ist innerhalb eines Jahres nach Erhalt zu entwerten. Mit der Neubürgerkarte erhalten Fahrgäste für einen Monat eine gratis Fahrt, wenn sie eine Jahreskarte erwerben. Die Karte ist Teil des Starterpakets der teilnehmenden Gemeinden.
Zum 1. Januar 2010 führte der KVV die 9-Uhr-Karte als persönliche Monatskarte zur Fahrt ab 9 Uhr nach der morgendlichen Hauptverkehrszeit ein.

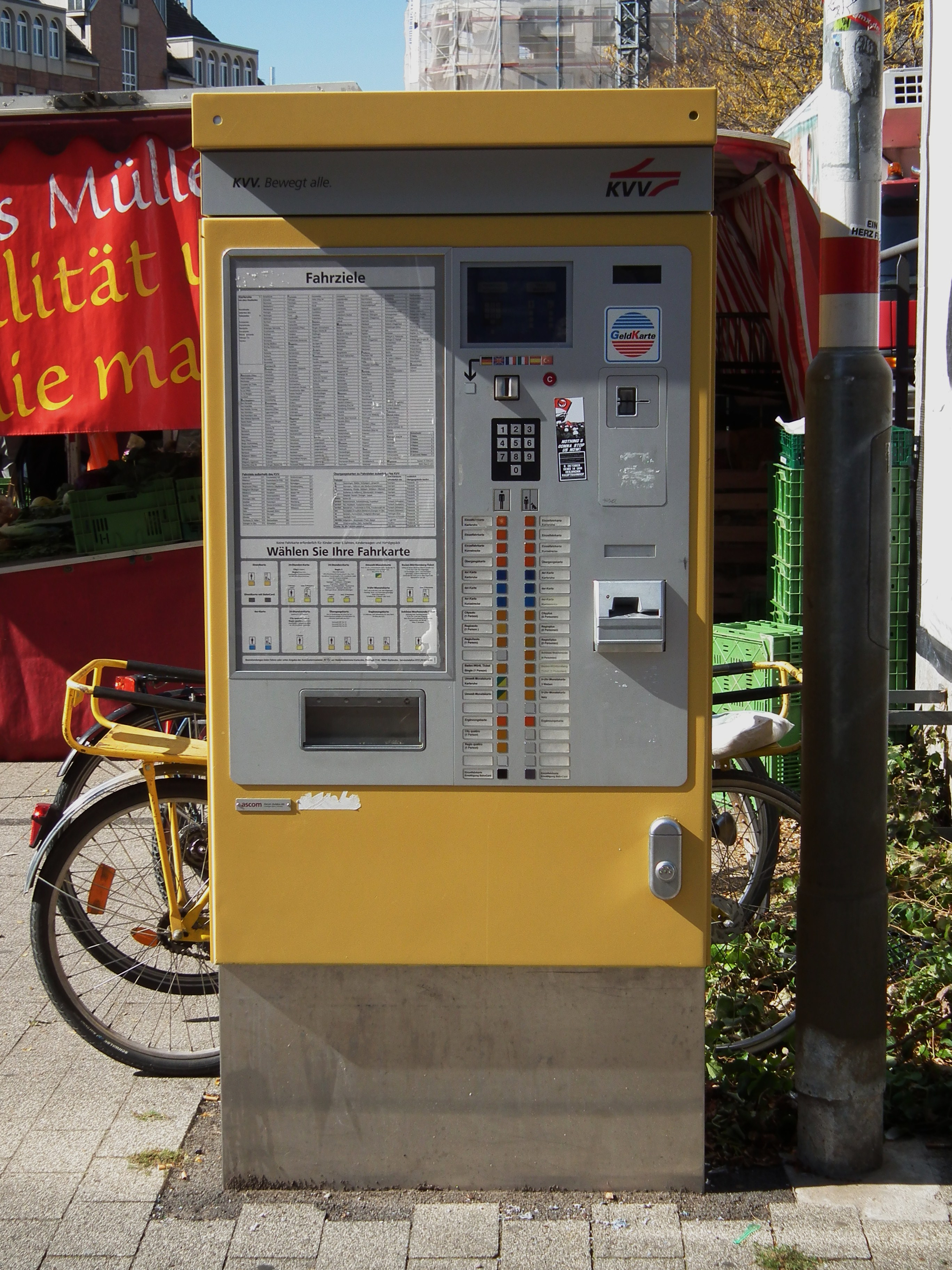
Ehemaliger KVV-Fahrkartenautomat

Bis 2012 bot der KVV 24-Stunden-Tickets an. Diese wurden durch die ungünstigeren Tageskarten ersetzt. Den „alten“ 24-Stunden-Karten von 2012 wurde eine Aufbrauchsfrist bis 30. Juni 2013 eingeräumt.
Seniorenzeitkarten (ab 60 bzw. 63 Jahren) und die sogenannte „Scool-Card“ für Schüler werden deutlich vergünstigt abgegeben. Sie können im ganzen Netz genutzt werden, jedoch kann diese Zeitkarte nur für ein ganzes Jahr statt monatsweise gekauft werden.
Der KVV bietet neben Monats- und Jahreskarten ein Firmenticket an. Bis 2013 konnten Firmen übertragbare Umweltjahreskarten vergünstigt erwerben, seit 2014 sind die Firmenkarten nicht mehr übertragbar, jedoch wurde die notwendige Mindestanzahl reduziert.
Außerdem besteht ein Semesterticket, das von vielen beteiligten Hochschulen in Karlsruhe, Baden-Baden und Landau gekauft werden kann.

### Mobiles Ticket
Zum Fahrplanwechsel am 15. Dezember 2013 führte der KVV das Ticketsystem „Touch&Travel“ der Deutschen Bahn ein. Dafür errichtete der KVV entlang der Strecken der AVG in der Stadt Karlsruhe und in der Region Kontaktpunkte. Dort konnten sich Fahrgäste mit NFC, GPS, Aztec-Code oder über die Nummer des Kontaktpunkts für eine Reise an- und abmelden. Der Betreiber stellte „Touch&Travel“ zum 30. November 2016 ein, das Nachfolgesystem „ticket2go“ übernahm die zugrundeliegende Technologie.
Neben den beiden KVV-eigenen Smartphoneanwendungen konnte seit April 2017 „ticket2go“ bis zur Einstellung des Dienstes im Dezember 2019 für den KVV genutzt werden. Im Juni 2017 wurde für Fahrten innerhalb der Wabe 100 (Stadtgebiet Karlsruhe) der nur hierüber nutzbare Luftlinientarif „eTarif“ eingeführt. Dessen Preis setzt sich aus einem Grundpreis pro Fahrt (2017: 1 Euro) und einem Preis pro angefangenem Kilometer Luftlinie zwischen Ein- und Ausstieg (2017: 0,25 Euro) zusammen. Dieser Tarif ist nur für volljährige Fahrgäste nutzbar, Erste-Klasse-Aufschlag (+50 Prozent) und BahnCard-Ermäßigung (−25 Prozent) sind verfügbar.
Um nach dessen Einstellung weiterhin attraktive Tarife für Kurzstrecken anzubieten, wurde im Dezember 2021 das Tarifgebiet des KVV in die weit verbreitete App „FAIRTIQ“ integriert. Der als „kvv.luftlinie“ vermarktete Tarif funktioniert nach dem Check-in/Check-out System: vor Beginn der Fahrt wird der Start-Knopf in der App nach rechts gewischet. Am Zielort angekommen, wird der Stopp-Knopf in der App nach links gewischt. Umstiege zwischen verschiedenen Verkehrsmitteln wie beispielsweise Regionalbahnen, Stadtbahnen oder Bussen sind ohne weitere An- und Abmeldungen möglich. Dessen Preis setzt sich ebenfalls aus einem Grundpreis pro Fahrt (2024: 1,54 Euro) und einem Preis pro angefangenem Kilometer Luftlinie zwischen Ein- und Ausstieg (2024: 0,24 Euro) zusammen. Ebenso sind BahnCard-Ermäßigungen möglich. Anders als beim vorangegangenen „eTarif“ können auch Kinder und Minderjährige diesen Dienst nutzen.

### Übergangstarife
Für gebietsübergreifende Fahrten zum VRN sind im Übergangsgebiet, das bis Maikammer, Kirrweiler, Rinnthal und Bad Bergzabern reicht, gewöhnliche KVV-Fahrkarten gültig, wobei für Fahrten aus dem Übergangsgebiet vom VRN (Landkreis Germersheim) nur der VRN-Tarif anwendbar ist.
Für Fahrten von und zum Tarifverbund Ortenau werden für die Einwohner der grenznahen Gebiete Monatskarten angeboten, die in diesen Gebieten sowie dem jeweils anderen Verkehrsverbund gelten. Außerdem gilt die Punktekarte des TGO für grenzüberschreitende Fahrten in diese bzw. aus diesen Gebieten. Kombinierte Nutzung von Zeitkarten ist trotz der fehlenden Überlappung der Gültigkeit explizit zugelassen, für Einzelfahrten ist keiner der Tarife anwendbar.
Auf den Bahnstrecken sowie einzelnen Buslinienabschnitten im VPE werden KVV-Fahrkarten für grenzüberschreitende Fahrten anerkannt.
KVV-Fahrkarten gelten an Sams-, Sonn- und Feiertagen außerdem in der Buslinie 134 zwischen Elsenz und Eppingen.
Mit der Tageskarte „RegioX“ gibt es außerdem eine Fahrkarte, die zusätzlich in den Verkehrsverbünden Freudenstadt, Calw und auch auf den Buslinien im VPE gilt. Außerdem gilt sie in den Bussen nach Dahn, Hauenstein und Wissembourg (Frankreich), in den Regionalzügen nach Bundenthal-Rumbach, Neustadt, Speyer, Hochdorf, Schenkenzell und Eyach, sowie den Stadtbahnen nach Eutingen, Öhringen, Achern und Bietigheim-Bissingen.
Einwohner des KVV-Gebietes erhalten bei Kombination mit einigen KVV-Jahreskarten auf einige VRN-Jahreskarten 50 Prozent Ermäßigung.
Für einige Strecken werden für ausbrechende Fahrten, für die keine durchgehende Fahrkarte erhältlich ist, außerdem Übergangseinzelfahrkarten (Preisstufen Ü1 bis Ü3) angeboten, die zusätzlich zur Fahrkarte bis zur Tarifgrenze zu lösen ist. Für die Gegenrichtung existiert kein entsprechendes Angebot. Diese sind erhältlich für Fahrten nach Speyer, Neustadt, Hinterweidenthal, Dahn und Bundenthal-Rumbach, Darstein und Ludwigswinkel, sowie zu allen Endstationen der AVG-Stadtbahn.

## Sonstiges

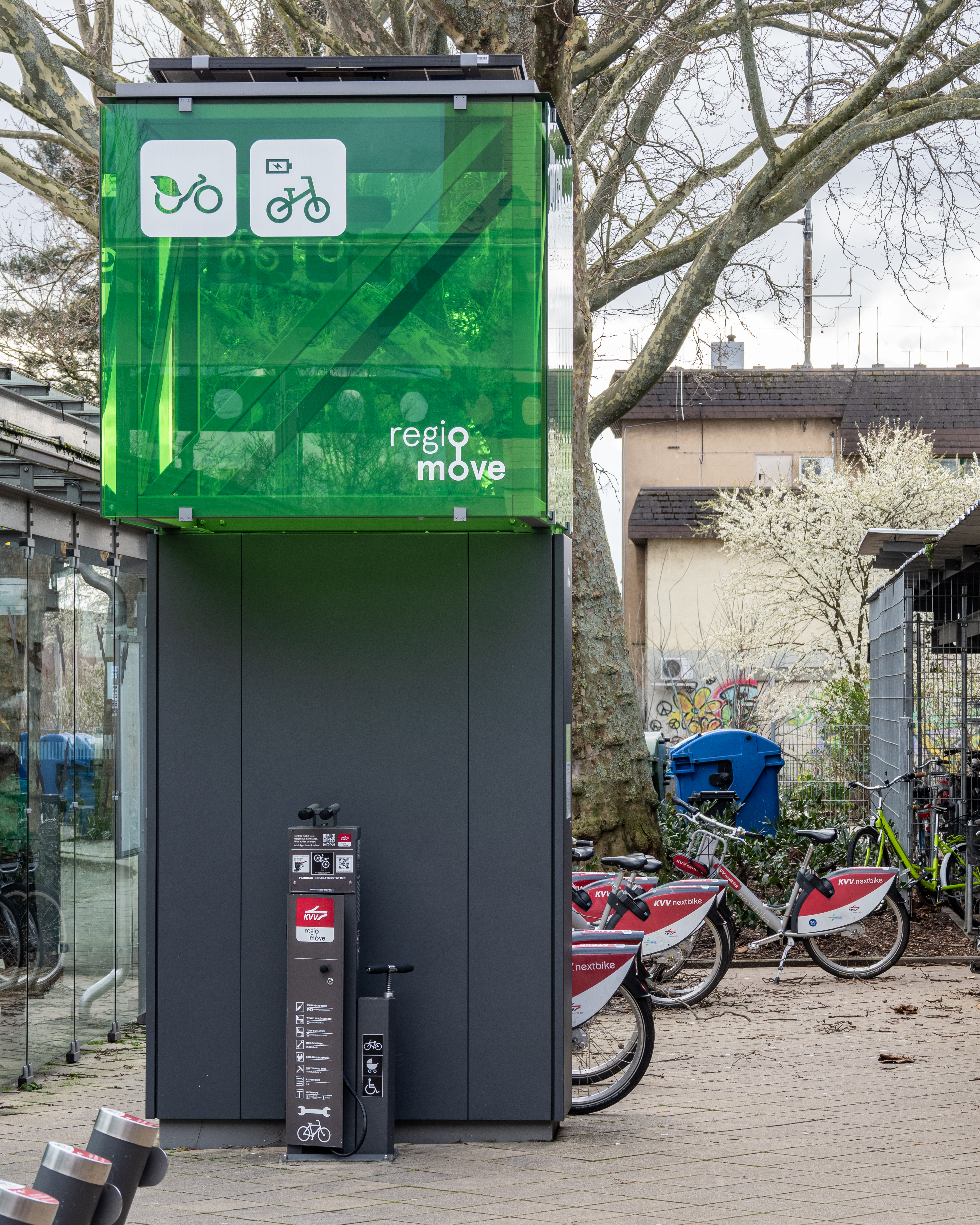
regiomove-Port in Baden-Baden

Als „KVV.MyShuttle“ bietet der Verkehrsverbund in Dettenheim und Graben-Neudorf einerseits und in Ettlingen (Ettlingenweier und Spessart) andererseits ein Mobilitätsangebot im Abrufverkehr an. Es fahren Kleinbusse vom Typ Mercedes-Benz Vito. Eine Registrierung mittel einer App des Fabrikats Ioki ist notwendig. Als einer der ersten deutschen Verkehrsverbünde nahm der KVV im Oktober 2020 die Maskenpflicht in seine Beförderungsbedingungen auf, so dass es während den entsprechenden Maßnahmen zum Schutz vor COVID-19 auch den Fahrscheinprüfern möglich war, Bußgeld zu verhängen (Pflicht besteht inzwischen nicht mehr).
Der KVV ist auch Betreiber der App „KVV.RegioMove“. Diese ermöglicht die intermodale (d. h. verkehrsmittelübergreifende) Planung und Buchung von Mobilität. So können Nutzende bspw. eine Route mit einer Kombination aus Straßenbahn und Bike-Sharing-Fahrrad buchen und zentral über die App abrechnen.

## Weblink
- Webpräsenz des Karlsruher Verkehrsverbundes